# Ženetka skvrnitá
Ženetka skvrnitá (Genetta tigrina) je šelma připomínající kočku z čeledi cibetkovití (Viverridae) a rodu ženetka (Genetta). Druh popsal Johann Christian Daniel von Schreber v roce 1776 a jsou známy dva poddruhy: G. t. methi a G. t. tigrina. Vyskytuje se na travnatých rovinách a savanách v jižní Africe. Dle Mezinárodního svazu ochrany přírody se jedná o málo dotčený druh, nebezpečí představuje především zabíjení lidmi.

## Výskyt
Ženetka skvrnitá je zvíře afrotropické oblasti, obývá východ jižní Afriky až ke Kapskému Městu, je endemickým druhem Jihoafrické republiky a Lesotha. K životu dávají cibetky přednost porostlým stanovištím, nevadí jim lidská přítomnost. Mají raději vlhčí podnebí, žijí pouze tam, kde roční úhrn srážek přesahuje 450 mm, nejlépe v blízkosti vodních toků.

## Popis
Ženetka skvrnitá měří průměrně 92,7 cm, bez ocasu 50–60 cm a váží 1 až 3 kg. Samci a samice mají podobnou velikost, u tohoto druhu není vyvinut zřetelný pohlavní dimorfismus. Vzhledem se podobá kočce, má krátké nohy s velkými, zahnutými drápy a dlouhé štíhlé tělo. Oči jsou velké, uši protáhlé. Lebka je mohutnější než u ostatních ženetek a celkový zubní vzorec činí 3/3 1/1 4/4 2/2. Srst může být různě zbarvená, tělo má obvykle bílé až šedobílé zbarvení a je posázeno rezavými skvrnami a pruhy.

## Chování

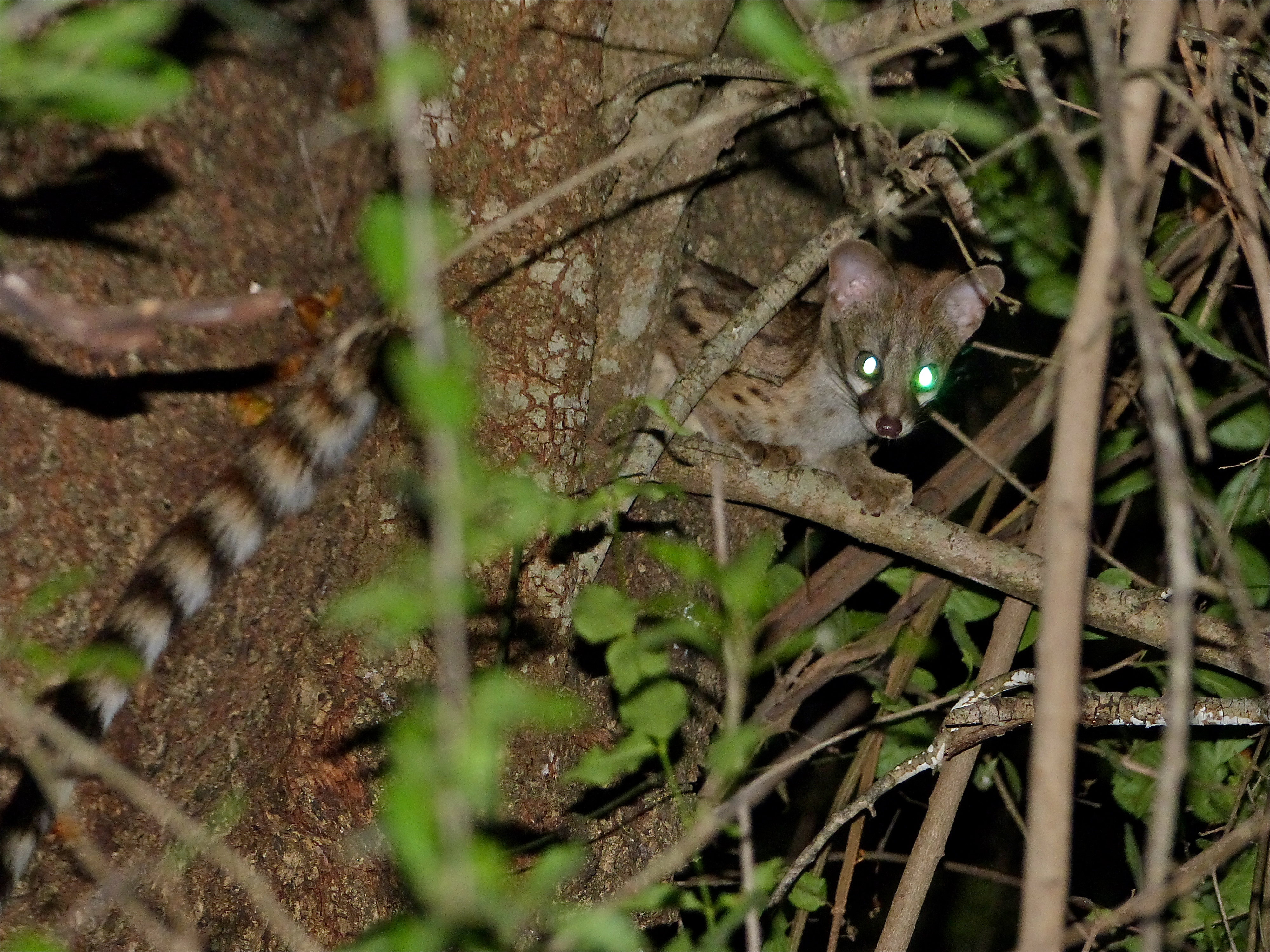
Šplhající ženetka skvrnitá

Ženetka skvrnitá je samotářský druh, vícero ženetek lze potkat především v období rozmnožování nebo výchovy mláďat. Teritoriální jsou především samice, velikost teritoria není známa. Ženetky se mezi sebou dorozumívají zvuky, které jsou podobné kočičím (mňoukáním, předením), v případě napadení vydávají štěkavé zvuky. Ke komunikaci rovněž slouží rozstřikování páchnoucí tekutiny z análních váčků. Vrchol aktivity nastává v noci, během dne se ženetky ukrývají do tmavých míst. Jsou přizpůsobeny životu na stromech a dokáží překonat až čtyřmetrovou vzdálenost mezi větvemi, byli zaznamenáni i plavající jedinci. Loví převážně na zemi. Jejich mrštnost z nich dělá dobré lovce. Ženetka skvrnitá je všežravý druh a mimo hlodavců a bezobratlých, kteří tvoří hlavní část její potravy, konzumují rovněž ovoce.
Rozmnožování probíhá od září do března. Krytí trvá obvykle méně než 5 minut. Samice rodí obvykle v hnízdě, které si staví na chráněném místě (dutina stromu). Po 70 až 77 dnech březosti se jí narodí 1–5 mláďat, nejčastěji 2 až 3, vážících 61 až 82 g. Po narození jsou slepá a oči se jim otevřou po 5–18 dnech (průměrně po 8 dnech). Špičáky jim začínají růst ve 4 týdnech života. Odstavena od mateřského mléka jsou zhruba po 9 týdnech, pevnou potravu konzumují od 42 až 91 dní života. Lovit začínají ve 22. až 28. týdnu života. Průměrný věk v přírodě je 9,5 let, ze zajetí je znám exemplář, jenž žil 34 let.

## Ohrožení a vztah s lidmi
Ženetky skvrnité jsou někdy zabíjeny zemědělci kvůli tomu, že loví drůbež, někteří jedinci jsou též zadáveni domácími psy, jiní se stávají oběťmi kolizí s auty nebo otrav, nejedná se však o vážné hrozby. Druh se vyskytuje v řadě chráněných oblastí a protože je ve svém areálu výskytu běžný, Mezinárodní svaz ochrany přírody tuto cibetku řadí mezi málo dotčené druhy.
V Africe se kůže ženetek používá v magii, případně k výrobě čepic. Některé části těla prý léčí onemocnění očí. V neposlední řadě se mohou tyto cibetky lovit i pro maso.